# Ihrám (oděv)

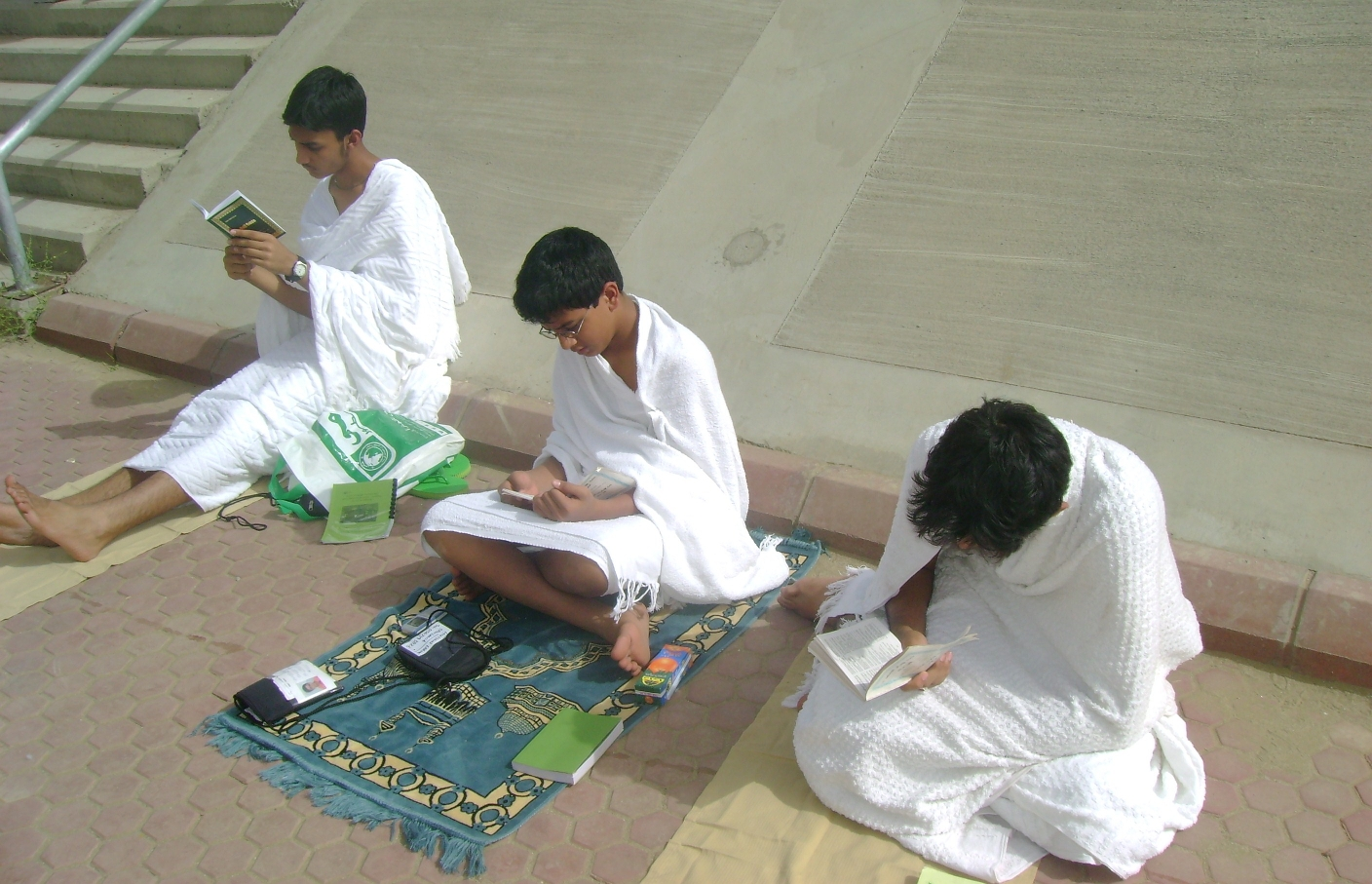
Muslimové v ihrámu během Arafátu

Ihrám je druh oděvu, který nosí muslimové během pouti do Mekky. Je buď mužský nebo ženský.
Mužský ihrám se skládá ze dvou kusů bílé látky beze švů. První díl si muslimové ovinou kolem boků a druhý přehodí přes levé rameno a na pravé straně jej zavážou na uzel. Ženských ihrám je vícero druhů, zahalují jim i hlavu.
S navléknutím ihrámu se vstupem do tzv. posvátného okrsku (haram) se muslimové dostávají do stavu zasvěcení, který se taktéž označuje jako ihrám. Během něj je muslimům zakázán pohlavní styk, lov zvěře apod. Ihrám muslimové většinou nosí v měsíci dhú'l-hidždža, kdy se koná hadždž. V jiném období bývá ihrám nošen zejména při příležitosti vykonávání menší pouti zvané umra.